# Буряк, Михаил Иванович
Михаил Иванович Буряк (1921—1944) — красноармеец Рабоче-крестьянской Красной Армии, участник Великой Отечественной войны, Герой Советского Союза (1945).

## Биография
Михаил Буряк родился в 1921 году в селе Кутузовка (ныне — Добропольский район Донецкой области Украины) в крестьянской семье. Получил начальное образование. С 1937 года проживал в городе Константиновка Сталинской области, работал на заводе, одновременно учился в вечерней школе. В сентябре 1943 года был призван на службу в Рабоче-крестьянскую Красную армию. С декабря того же года — на фронтах Великой Отечественной войны, был автоматчиком роты автоматчиков 997-го стрелкового полка 263-й стрелковой дивизии 51-й армии 4-го Украинского фронта. Отличился во время освобождения Севастополя.
В ходе боёв за 5-9 мая 1944 года Буряк первым в своём подразделении ворвался в немецкий дот, гранатами уничтожил 2 пулемёта с расчётами, затем, продолжая вести бой в траншеях, уничтожил несколько вражеских солдат и одного офицера. 9 мая 1944 года, в день освобождения Севастополя, Буряк погиб в бою. Похоронен в городе Инкермане.
Указом Президиума Верховного Совета СССР от 24 марта 1945 года за «образцовое выполнение боевых заданий командования на фронте борьбы с немецкими захватчиками и проявленные при этом мужество и героизм» красноармеец Михаил Буряк посмертно был удостоен высокого звания Героя Советского Союза. Также был награждён орденом Ленина и медалью. Навечно зачислен в списки своей воинской части.